# Sterculia radicans
Sterculia radicans är en malvaväxtart som beskrevs av François Gagnepain. Sterculia radicans ingår i släktet Sterculia och familjen malvaväxter. Inga underarter finns listade i Catalogue of Life.